# Гофредо Борджия
Гофрèдо Бòрджия (на италиански: Goffredo Borgia, Гофредо Борджа), известен и като Хофрè Борджия (Joffré Borgia, на испански: Jofré de Borja, Хофрè де Борха; * 1481, Рим, Папска държава; † декември 1516 или януари 1517, Скуилаче, Италия), е италиански аристократ от испански произход и чрез брак принц на Скуилаче (1494 – 1517), граф на Алвито и Кариати.
Той живее в сянката на по-големите си братя и сестри (Чезаре, Джовани и Лукреция) и играе второстепенна роля по време на разцвета на семейство Борджия и понтификата на баща си Александър VI, така че рядко е споменаван в коментарите от онова време.

## Произход
Гофредо е извънбрачен син и последното, четвърто дете на испанския кардинал Родрико де Борха (* 1431, † 1503), архиепископ на Валенсия, който през 1492 г. е избран за папа под името Александър VI, и на дългогодишната му метреса Ваноца Катанеи (* 1442, † 1518) от Мантуа. Негови дядо и баба по бащина линия са Хорхе Ланкол и Изабела де Борха, а по майчина – неизвестен и Меника.
Въпреки че го припознава като другите си три деца, кардиналът подозира, че Гофредо, наричан Хофрè на каталонски, всъщност е син на Джорджо дела Кроче, вторият съпруг на Ваноца, както съобщава мантуанският оратор Лучидо Катанеи в писмо от 30 юни 1499 г. Въпреки това той го припознава на 6 август 1493 г. Гофредо има двама братя и една сестра:
- Чезаре (* 1475, † 1507), херцог на Валантиноа и Романя, принц на Андрия, владетел на Пиомбино, Камерино и Урбино, гонфалониер и генерал-капитан на Светата църква, съпруг на Шарлот д'Албре
- Джовани (* 1476, † 1497), херцог на Гандия, херцог на Сеса, съпруг на Мария Енрикес де Луна
- Лукреция (* 1480, † 1519), господарка на Непи, Сермонета и Басиано, и господарка на Пезаро и Градара като съпруга на Джовани Сфорца, херцогиня на Бишелие и княгиня на Салерно като съпруга на Алфонсо Арагонски и херцогиня на Ферара, Модена и Реджо като съпруга на Алфонсо I д’Есте

Има също двама или трима полубратя и две или три полусестри от извънбрачни връзки на баща си, и един полубрат от втория брак на майка си.
Родриго, въпреки че тайно ги припознава в момента на раждането, крие добре съществуването на децата си, поне първоначално, така че пратеник от Мантуа през февруари 1492 г. говори за Чезаре и Гофредо като за племенници на кардинала.
Малките Борджии са силно повлияни от валенсианския си произход и са много близки един до друг. Въпреки това осъзнаването, че са гледани с пренебрежение като чужденци, засилва чувството на Борджиите за сплотеност помежду им, дотолкова че те наемат услугите предимно на роднини или сънародници, убедени, че те са единствените, на които могат да се доверят.

## Биография

### Ранни години и църковна кариера
Гофредо е най-малко облагодетелстваният от баща му син, въпреки че е използван от папата като другите му деца за политически цели. И като голям той никога не успява да привлече симпатиите на Александър VI, който вместо това обожава братята му Джовани и Чезаре, и сестра му Лукреция, които обсипва с богатства и титли. Баща му се ядосва много на Гофредо, когато синът веднъж е ранен в битка и в гнева си го затваря в замъка Сант'Анджело.
Във всеки случай от детството си той играе важна роля във великите непотистични планове на баща си. Насочен като дете към църковна кариера, той е направен каноник, пребендарий и архидякон на катедралата във Валенсия, управлявана от баща му. Когато последният е избран за папа през 1492 г., Гофредо получава енорийската църква на Инча в епархия на Майорка – бивш бенефициент на по-големия му брат Чезаре, сега повишен в архиепископ на Валенсия. Въпреки това още през 1493 г. папата решава, че Гофредо трябва да се откаже от църковната кариера, която току-що е предприел, очевидно решен да го направи господар на Болоня, която възнамерява да вземе от Джовани II Бентивольо. Превземането на втория папски град винаги остава неосъществима мечта за Борджиите дори в периода на най-голямото им богатство и проектите, свързани с Гофредо, скоро поемат нов курс, поставяйки се в новите перспективи на споразумения между Светия престол и Неаполитанското кралство.

### Възходът на семейство Борджия и брак със Санча Арагонска
След като Гофредо е признат за законен син на папа Александър VI, папата започва да се интересува от много политически фигури и представители на големи династии с цел сключване на династичен брак. Кардинал Асканио Сфорца, както и неаполитанският крал Фердинанд I, предлагат дъщеря и племенница за брак. Асканио Сфорца планира да ожени Гофредо за неговата незаконна дъщеря. Двойката би трябвало да управлява в Болоня, която всъщност принадлежи на семейство Бентивольо по това време. Не желаейки да засили позицията на Сфорца в Северна Италия с този брак, папата клони към предложението на неаполитанския крал. Кралят възнамерява да даде племенницата си Санча – извънбрачна дъщеря на Алфонсо, херцог на Калабрия, наследник на трона на краля, за един от синовете на папата. Неаполитанският крал се нуждае от помощта на папата, тъй като след смъртта на Джована II (1435) французите предявяват претенции за неаполитанския трон (вж. Италиански войни). Засилването на французите в Италия също не би било от полза за папата. На 16 август 1493 г. бракът между 12-годишния Гофредо и 14-годишната Санча се сключва чрез пълномощник в Рим. 
Смъртта на Феранте попречва на брака да получи по-тържествена изява за известно време. Всъщност Александър VI се опасява, че помпозността на сватбата ще подчертае папското присъединяване към наследството на Алфонсо II на неаполитанския трон, като по този начин ще увеличи недоволството на френския крал Шарл VIII, който вече се готви да отстоява правата си върху италианското наследство на Анжуйците с оръжие. Следователно едва когато папата поема окончателно в антифренска посока, бракът може да се отпразнува в Неапол през май 1494 г. На 7 май, ден преди папската делегация да короняса бащата на Санча като Алфонсо II Неаполитански, между съпрузите има размяна на подаръци. Гофредо получава титлите „Принц на Скуилаче“ и „Граф на Кариати“ плюс годишна рента от 10 хил. дуката, към които по-късно е добавена и титлата „граф на Алвито“, брат му Джовани, бивш херцог на Гандия, получава титлите „принц на Трикарико“ и „граф на Киарамонте ди Лаурия“, а Санча получава скъпоценни камъни, перлени колиета, копринени, златни и кадифени брокати. Бракът е сключен в параклиса на Кастел Нуово от епископа на Гравина на 11 май. След обяда, според свидетелствата на Йоханес Буркард, съпрузите си лягат и се състои церемонията по консумацията на брака пред свидетели (в случая крал Алфонсо II и кардинал Хуан Борджия). „Той консумира брака си с видната жена Санча, негова съпруга, и показа отлично представяне, въпреки че беше само на 13 г.“, докладва ентусиазирано папата на сина си Джовани. Санча обаче винаги държи слабия си съпруг покорен и скоро се отегчава от него, търсейки компанията на други мъже.
Този брак укрепва връзката между Папската държава и краля на Неапол. През 1498 г. папско-неаполитанският съюз е скрепен с нов брак: Алфонсо, братът на Санча, се жени за сестрата на Гофредо, Лукреция. Бракът бележи и началото на разрива между сем. Сфорца и интересите на папа Александър VI.
Папата желае най-малкият му син и снаха му да се завърнат в Рим скоро след сватбата, но идването на крал Шарл VIII от Франция в Италия и последвалите войни отлагат заминаването на принцовете, които прекарват този бурен период в Скуилаче. Красивата весела Санча скучае в компанията на твърде младия си съпруг и търси контакти със зрели мъже. Едва на през май 1496 г. двамата отиват да живеят в Рим и влизат в него на 20 май с пищност, посрещнати от семейство Борджия. Йоханес Буркард съобщава, че 14-годишният принц на Скуилаче, въпреки елегантността на дрехите си и гордото си и напето излъчване, изглежда по-скоро като паж, а не като принц до съпругата си. Те влизат в Рим през Латеранската порта, придружени от шествие, съставено от дами, пажове и посланици на Кралство Испания, Кралство Неапол, Република Венеция, Херцогство Милано и император Максимилиан. Според заповедите на папата двойката е приветствана от Лукреция Борджия – графиня на Пезаро, която горещо целува както брат си, така и съпругата му. В Рим Гофредо не намира място в армията, сформирана да се бие с френската армия, докато Санча, която скоро става приятелка с етърва си Лукреция и според мълвата започва да води разпуснат живот в папския двор, ставайки любовница на деверите си Чезаре и Джовани.
През юни 1497 г. братът на Гофредо, Джовани, е убит и неговото тяло е открито в река Тибър. Според една версия по този начин брат им Чезаре се е отървал от досадния си съперник. Смятайки брака на най-малкия си син за провал, Александър VI планира да разведе Санча и Гофредо и да направи сина си кардинал. Кралят на Неапол Федерико I се съгласява с този развод при условие, че Чезаре ще се ожени за дъщеря му Карлота Арагонска. Но сватбата не се състои.
На 7 август 1497 г. Гофредо и Санча отиват, по заповед на папа Александър VI, на церемонията по коронясването на Федерико I в Капуа от Чезаре Борджия.
През януари 1500 г. брат му Чезаре, от ревност, убива Алфонсо – съпруг на сестра им Лукреция. Алфонсо е и брат на съпругата на Гофредо, Санча. Убийството довежда до скъсване на папския съюз с Неапол. Непредсказуемите реформистки амбиции, с които Александър VI реагира на болката от смъртта на сина си, трябва да засегнат Гофредо и съпругата му най-наред: решен да елиминира всяка следа от непотизъм от понтификата си, папата нарежда през август 1497 г. двамата да напускат римския двор и окончателно се оттеглят в своето княжество Скуилаче. Но изгнанието им е краткотрайно и те са приети в Рим скоро. През август 1499 г. папата отново отстранява всичките си деца от Рим и Гофредо придружава сестра си Лукреция до Сполето. Това обаче също е кратко изгнание. Съжителството с папата обаче се оказва трудно за Санча поради непокорния ѝ характер и разпуснатото ѝ поведение, така че през октомври 1502 г. папата се вижда принуден да я затвори в замъка Сант Анджело, за да подчертае подкрепата си за суверена на Франция, който нахлува в Неаполитанското кралство. По време на затворничеството си Санча става любовница за определен период на кардинал Иполито I д’Есте, неин братовчед. През септември 1503 г., след смъртта на папата и началото на упадъка на семейство Борджа, Санча е доведена в Неапол от кондотиера Просперо Колона, комуто е любовница. Тя остава номинално омъжена за Гофредо, но не се завръща при него в Рим. Живее в собствения си дворец в Неапол: усилията на Чезаре Борджия, пристигнал в града, бягайки от папа Юлий II, да я събере с Гофредо, са безрезултатни.
Впоследствие Гофредо придружава Чезаре във военни кампании, включително кампанията от 1503 г. срещу Гуидобалдо да Монтефелтро и във военни операции срещу семейството на римските магнати Орсини.
През следващите години Александър VI дава различни задачи на сина си Гофредо, който обаче той никога не е способен да изпълни: не успява да оборудва папската армия срещу Гуидобалдо да Монтефелтро, херцог на Урбино, нито пък да завладее активите на семейство Орсини по време на сблъсъка с това римско семейство през 1503 г.

### Крахът на семейство Борджия и втори брак
През януари 1503 г. Александър VI поверява на Гофредо командването на папската армия, изпратена да окупира земите на римското семейство Орсини. В началната фаза на кампанията той постига частични успехи като превземането на Монтеротондо, но не успява да се противопостави на офанзивното завръщане на противниците си, които заплашват самия Рим, и ситуацията е разрешена едва когато брат му Чезаре се завръща бързо от Романя.
След смъртта на баща му Александър VI на 18 август 1503 г. за папа е избран Пий III, който обаче умира през октомври. След смъртта на баща си Гофредо първо следва възходите и паденията на своя брат Чезаре, присъединявайки се към френската армия с него през септември 1503 г., завръщайки се в Рим, под закрилата на Пий III, през октомври.
На следващия конклав през ноември 1503 г. за папа е избран Юлий II. В този период има бунтове в Рим и Гофредо се връща в замъка Сант Анджело, където събира роднините си и кара да стрелят с оръдие срещу улица „Бранка“, където има различни опасни сборища. Борджиите остават в замъка, докато не успяват да се скрият в крепостта на Чивита Кастелана. През пролетта на 1504 г. обаче, когато Чезаре Борджия бяга от Рим и папа Юлий II в Неапол, Гофредо вече е в града от известно време с някои членове на семейството им, като се поставя под закрилата на вицекраля Фернандес де Кордоба. Тук Чезаре се опитва да излекува отношенията между Гофредо и Санча, която живее разделена от съпруга си в луксозен дворец в Неапол и става любовница на Фернандес де Кордоба, който залавя Чезаре по заповед на папата. Гофредо остава необезпокояван дори след ареста на брат си и прехвърлянето му в Испания, игнориран от папата и предпочитан от испанските суверени, които потвърждават феодалните владения, получени от предишната династия.
През 1506 г., след смъртта на Санча, Гофредо се премества в Скуилаче и се жени отново, този път за братовчедка си Мария Мила ди Арагона и де Вилархермоса, от семейството на принцовете на Ардоре и дама, следваща инфантата Катерина Арагонска, от която има четири деца.

### Смърт
Гофредо поддържа епистоларен контакт с майка си Ваноца и по-малко със сестра си Лукреция. 35-годишният мъж умира през декември 1516 г. или през януари 1517 г. поради „неочакван инцидент“, както пише сестра му на маркиза на Мантуа. Самата херцогиня на Ферара, по молба на Ваноца, се грижи за Джеронимо Борджия, извънбрачен син на Гофредо, след смъртта му. Детето, което по това време е на около десет години, е обичано от леля си и семейство Есте, особено от херцог Алфонсо I д'Есте, като става един от членовете на неговия личен двор след смъртта на Лукреция.
Законните потомци на Гофредо управляват малкия град Скуилаче до 1735 г. чрез местни управители, тъй като пребивават в двора на Неапол.

## Брак и потомство
Жени се два пъти:
∞ 1. 16 август 1493 в Рим (чрез пълномощник), 11 май 1494 в Неапол за Санча Арагонска (* 1478, Гаета, Неаполитанско кралство; † 1506, Неапол), принцеса на Скуилаче и графиня на Алвито, извънбрачна дъщеря на Алфонсо II Неаполитански, херцог на Калабрия и по-късно за кратко крал на Неапол, и на метресата му Троджия Гацела, от която няма деца.
∞ 2. 1506 в Скуилаче за братовчедка си Мария Мила ди Арагона и де Вилархермоса от семейството на принцовете на Ардоре и дама, следваща инфантата Катерина Арагонска, от която има четири деца:
- Франческо Борджия, който го наследява като втори принц на Скуилаче и граф на Кариати, ∞ 1. за Изабела Пиколомини, 2. за Изабела Арагонска.
- Лукреция Борджия, ∞ за Джовани Батиста Карафа (* 1528, † 1552), маркиз на Кастелветере и граф на Гротерия
- Антония Борджия, ∞ за Антонио Тодескини Пиколомини, маркиз на Деличето
- Мария Борджия, ∞ за Микеле Айерба Арагонски, граф на Симари

Има един извънбрачен син:
- Джеронимо Борджия, възпитан от баба си Ваноца Катанеи в Рим